# Jan Willem de Beaufort
Jan Willem de Beaufort (Maarn, 13 juli 1913 - Barchem, 28 juni 2001) was een Nederlandse burgemeester.

## Leven en werk
De Beaufort werd in 1913 te Maarn geboren als zoon van Willem Hendrik de Beaufort en van Ada Wilhelmina van Eeghen. Na zijn gymnasiumopleiding studeerde hij rechten aan de Universiteit Utrecht, waar hij in 1938 afstudeerde. Hij begon zijn ambtelijke loopbaan in 1938 bij de gemeentesecretarie van Woudenberg. In datzelfde jaar nog trad hij in dienst bij de provincie Gelderland. Hij was daar achtereenvolgens werkzaam bij de griffie en bij de provinciale waterstaat. In 1946 werd hij sous-chef van het kabinet van de commissaris der Koningin in Gelderland. Twee jaar later werd hij kabinetschef. Per 16 mei 1953 werd hij benoemd tot burgemeester van de toenmalige gemeente Ruurlo in de Achterhoek. Hij vervulde deze functie bijna 25 jaar. Hij was tevens lid van de Reclasseringsraad van Zutphen. De Beaufort was niet aangesloten bij een politieke partij.
Jhr. mr. de Beaufort trouwde op 16 september 1941 te Zeist met jkvr. Marie Yvonne Bosch van Rosenthal, dochter van de Utrechtse commissaris der Koningin Lodewijk Hendrik Nicolaas Bosch ridder van Rosenthal en van jkvr. Gertrude Anna Pauw van Wieldrecht; uit dit huwelijk werden een dochter en een zoon geboren. De Beaufort overleed op 87-jarige leeftijd in Barchem. Hij was ridder in de Johanniter Orde.